# Triantafyllos Tsapras
Triantafyllos Tsapras (Lebadea, Grecia, 22 de octubre de 2001) es un futbolista griego. Juega de centrocampista y su equipo actual es el Levadiakos de la Superliga de Grecia.

## Clubes
| Club             | País   | Año   |
| ---------------- | ------ | ----- |
| Levadiakos F. C. | Grecia | 2019- |

## Palmarés

### Campeonatos nacionales
| Título                      | Club             | País   | Año     |
| --------------------------- | ---------------- | ------ | ------- |
| Segunda Superliga de Grecia | Levadiakos F. C. | Grecia | 2021-22 |